# Youcef Reguigui
Youcef Reguigui (in arabo يوسف رقيقي‎?; Algeri, 9 gennaio 1990) è un ciclista su strada algerino che corre per il team Terengganu Polygon.
Dal 2013 al 2017 ha fatto parte del team MTN-Qhubeka/Dimension Data, mentre nel 2018 ha corso con la squadra algerina Sovac-Natura4Ever; è attivo con la malese Terengganu dal 2019. Nel 2016 ha rappresentato il suo paese ai Giochi olimpici di Rio, e nel 2019 ha vinto la medaglia d'oro su strada ai Giochi panafricani di Rabat.

## Palmarès
- 2009

Ouverture Saison de l'Algérie
- 2010

Prologo Grand Prix International d'Alger
Challenge Spécial Ramadan
3ª tappa Tour des Aéroports (Monastir > Sfax)
- 2011 (Groupement Sportif Pétrolier Algérie, quattro vittorie)

Campionati algerini, Prova in linea Under-23
Campionati algerini, Prova in linea Elite
3ª tappa Tour d'Algérie (Chlef > Tiaret)
7ª tappa Tour du Faso (Bobo-Dioulasso > Banfora)
- 2012 (Groupement Sportif Pétrolier Algérie, tre vittorie)

2ª tappa Toscana-Terra di ciclismo (Figline Valdarno > Gaiole in Chianti, con la Selezione algerina)
Classifica generale Heydar Aliyev Anniversary Tour
Campionati algerini, Prova in linea Under-23
- 2013 (MTN Qhubeka, una vittoria)

4ª tappa Sharjah International Cycling Tour (Sharja > Sharja)
- 2014 (MTN Qhubeka, una vittoria)

3ª tappa Tour d'Azerbaïdjan (Qabala > Qabala)
- 2015 (MTN Qhubeka, due vittorie)

7ª tappa Tour de Langkawi (Shal Alam > Bukit Fraser)
Classifica generale Tour de Langkawi
- 2017 (Team Dimension Data, una vittoria)

Campionati algerini, Prova in linea
- 2018 (Sovac-Natura4Ever, undici vittorie)

2ª tappa Tour International des Zibans (Biskra > Biskra)
4ª tappa Tour International des Zibans (Biskra > Tolga)
2ª tappa Grand Prix International de la ville d'Alger (Zéralda > Zéralda)
1ª tappa Tour de la Pharmacie Centrale (Tunisi > Kairouan)
4ª tappa Tour d'Algérie (Tiaret > Médéa)
5ª tappa Tour d'Algérie (Médéa > Bouira)
7ª tappa Tour d'Algérie (Béjaïa > Ouzou)
2ª tappa Tour du Sénégal (Thiès > Saint-Louis)
3ª tappa Tour du Sénégal (Saint-Louis > Pire Goureye)
4ª tappa Tour du Sénégal (Thiès > Thiès)
Campionati algerini, Prova in linea
- 2019 (Terengganu Inc. TSG Cycling Team, cinque vittorie)

Campionati algerini, Prova a cronometro
Challenge du Prince - Trophée de l'Anniversaire
Challenge du Prince - Trophée de la Maison Royale
Giochi panafricani, Prova in linea (con la Nazionale algerina)
2ª tappa Tour of Iran (Azerbaigian) (Aras > Khoy)
- 2020 (Terengganu Inc. TSG Cycling Team, due vittorie)

5ª tappa La Tropicale Amissa Bongo (Lambaréné > Bifoun, con la Selezione algerina)
Campionati algerini, Prova a cronometro
- 2023 (Terengganu Polygon CT, sette vittorie)

2ª tappa Tour d'Algérie (Bou Saada > Biskra)
9ª tappa Tour d'Algérie (Jijel > Béjaïa)
10ª tappa Tour d'Algérie (Béjaïa > Tizi Ouzou)
Grand Prix de la Ville d'Alger
Grand Prix de la Famille Royale
Courts Mammouth Classique de l'île Maurice
Campionati algerini, Prova a cronometro
- 2024 (Terengganu Cycling Team, due vittorie)

2ª tappa Tour d'Algérie (Sidi Bel Abbèss > Mostaganem)
4ª tappa Tour d'Algérie (Chlef > Blida)
- 2025 (Groupement Sportif Pétrolier Algérie, una vittoria)

9ª tappa Tour d'Algérie (Ghardaia > Ouargla)

### Altri successi
- 2011 (Groupement Sportif Pétrolier Algérie)

GP de Tipasa
Aïn Bénian
- 2012 (Groupement Sportif Pétrolier Algérie)

GP de Tipasa
GP L'Echappée - Prix des Vins Valloton, Memorial Jean Luisier
2ª tappa Challenge Spécial Ramadan (Dely Ibrahim > Dely Ibrahim)
4ª tappa Challenge Spécial Ramadan (Dely Ibrahim > Dely Ibrahim)
- 2013 (MTN - Qhubeka)

1ª tappa Challenge Spécial Ramadan (Dely Ibrahim > Dely Ibrahim)
2ª tappa Challenge Spécial Ramadan (Dely Ibrahim > Dely Ibrahim)
Campionati arabi, cronosquadre
Campionati arabi, Gara in linea
- 2014 (MTN - Qhubeka)

2ª tappa Tour de Chlef
3ª tappa Tour de Wilaya de Tipaza (Bourkika > Hadjout)
- 2015 (MTN - Qhubeka)

1ª tappa Tour de Chlef (Chlef > Ténès)
- 2016 (Team Dimension Data)

2ª tappa Tour de Chlef (Chlef > El Marsa)
Classifica generale Tour de Chlef
- 2017 (Team Dimension Data)

Classifica generale Tour de Blida National
- 2018 (Sovac - Natura4Ever)

Classifica a punti Tour d'Algérie
Classifica a punti Tour du Sénégal
Campionato Arabo, Gara in linea
5ª tappa Tour des Aéroports (Matmata > Djerba)
- 2019 (Terengganu Cycling Team)

Classifica a punti Tour de Korea
Classifica generale Tour de Sidi Bel Abbes
2ª tappa Coupe d'Algerie
Classifica a punti Tour of China II
- 2025 (Madar Pro Cycling Team)

2ª tappa Tour de Ghardaia (Guerrara > Ghardaia)
Classifica scalatori Tour d'Algérie

## Piazzamenti

### Grandi Giri
- Vuelta a España

2015: 134º
2017: ritirato (5ª tappa)

### Classiche monumento
- Giro delle Fiandre

2015: ritirato
2017: ritirato

### Competizioni mondiali
- Campionati del mondo

Città del Capo 2008 - In linea Juniores: 100º
Copenaghen 2011 - In linea Under-23: ritirato
Toscana 2013 - In linea Elite: ritirato
Doha 2016 - In linea Elite: ritirato
Glasgow 2023 - In linea Elite: ritirato
- Giochi olimpici

Rio de Janeiro 2016 - In linea: ritirato
Rio de Janeiro 2016 - Cronometro: non partito